# Mesacanthion arcuatile
Mesacanthion arcuatile är en rundmaskart som beskrevs av Christian Wieser 1959. Mesacanthion arcuatile ingår i släktet Mesacanthion och familjen Enoplidae. Inga underarter finns listade i Catalogue of Life.